# Tuppence Middleton
Pour les articles homonymes, voir Middleton.
Tuppence Middleton, née le 21 février 1987 à Bristol (Angleterre, Royaume-Uni), est une actrice britannique. 
Révélée par la série de science-fiction Sense8 au début des années 2010, elle est également célèbre pour interpréter le personnage de Lucy Smith dans les suites cinématographiques de Downton Abbey depuis 2019. 
Elle est également apparue dans les grosses productions indépendantes : Mank de David Fincher et Jupiter : Le Destin de l'univers, principalement ; mais aussi les mini-séries : Guerre et Paix puis Shadowplay.

## Biographie

### Enfance et études
Elle est nommée Tuppence en souvenir du surnom que donnait sa grand-mère à sa mère lorsque celle-ci était petite. Elle est élevée à Clevedon dans le Somerset avec son frère cadet Josh et sa sœur aînée, Angel.
Elle étudie à la British Grammar School où elle fait partie de la section théâtre et joue le rôle principal de Blanches colombes et vilains messieurs. Après son bac, elle étudie à la Arts Educational Schools à Londres.

### Les débuts (2008-2014)
Tuppence Middleton débute à la télévision en 2008 en jouant dans deux épisodes de la série Bones. Elle apparaît pour la première fois au cinéma en 2009 en jouant dans le film Tormented de Jon Wright (en). 
Elle enchaine à partir de ce moment des petits rôles pour différentes séries. En 2012, elle obtient un rôle récurrent dans la série fantastique Sinbad  avec notamment Timothy Spall, et Elliot Knight. Elle poursuit son incursion dans le monde télévisuel en jouant dans la mini-série d'espionnage  Espions de Varsovie pour la BBC. Elle n'y tient qu'un second rôle, mais cela lui permet de continuer à faire connaître son image. 
En parallèle Tuppence apparaît dans plusieurs longs métrages dont une apparition dans le thriller Trance du réalisateur britannique Danny Boyle, où elle croise la route de Vincent Cassel et James McAvoy. Elle retrouve Timothy Spall dans la comédie Duo d'escrocs avec en tête d'affiche Emma Thompson et Pierce Brosnan et apparaît le temps d'un épisode dans la seconde saison de Black Mirror. À la fin de l'année, elle tient son premier grand rôle comme actrice principale dans le drame Trap for Cinderella où elle joue une jeune femme souffrant d'amnésie et qui vient de tuer son meilleur ami. Le film est assez froidement reçu par la critique et généralement la performance de la jeune actrice est mal accueillie.
L'année suivante, elle donne la réplique à Keira Knightley et Benedict Cumberbatch dans le biopic Imitation Game revenant sur la vie du mathématicien Alan Turing où elle incarne Helen une collègue de travail de Keira Knightley ,, avant de retrouver Pierce Brosnan dans la comédie franco-britannique Up and Down du réalisateur français Pascal Chaumeil. Le film est présenté au 64ème Festival de Berlin, mais reçoit à sa sortie des critiques très négatives.

### Révélation (2015-2018)
À partir de 2015, Tuppence Middleton joue l'un des rôles principaux de la série Sense8, des Wachowski.

### Difficile percée au cinéma (2019-)
À partir de l'année 2019 : Tuppence Middleton gagne en popularité, alternant entre premiers rôles dans des productions indépendantes ou seconds rôles dans des blockbusters. En ce sens, dès le début de l'année, elle est la tête d'affiche d'un drame criminel indépendant intitulé Disparition à Clifton Hill. Même si le long métrage ne connait pas le succès escompté et passe relativement inaperçu, il impose un peu plus le visage de l'actrice dans le monde artistique. Elle rejoint ensuite la distribution du drame historique Downton Abbey,', suite de la populaire série éponyme écrite par le scénariste et politique Julian Fellowes. Elle y joue la mystérieuse Lucy, un second rôle qui lui permet de briller aux côtés des stars Hugh Bonneville, Maggie Smith, Elizabeth McGovern, Imelda Staunton ou encore Michelle Dockery. Cette expérience signe presque pour elle un retour aux sources car elle a déjà joué dans des drames en costumes. Le film connaît un grand succès dû au phénomène que fut la série de base. Les critiques étant dans l'ensemble très bonnes et le film atteignant le million de dollars aux box-office américain[réf. souhaitée].
Elle fait ensuite un retour remarqué à la télévision dans la mini-série Shadowplay où elle interprète une traqueuse de nazies durant la Guerre Froide. La série partage les spectateurs en raison de certaines incohérences historiques et d'une vision trop manichéenne mais sa présence et son jeu d'actrice se trouvent être tout de même salués.
On la voit ensuite dans le drame biographique Mank signé David Fincher qui retrace les coulisses de l’écriture du film Citizen Kane et des rapports entre Orson Welles et son scénariste Herman Mankiewcz. Elle tient alors le rôle de la femme de ce dernier aux côtés de l’oscarisé Gary Oldman. Ses autres partenaires sur le film sont les actrices Amanda Seyfried et Lily Collins. Lors de sa sortie sur Netflix, le film est un très grand succès critique. Il sera par ailleurs nommé à 10 reprises aux Oscars et Goldens Globes. Mais, pendant un court instant, le film est sujet à polémique en raison de la différence d’âge entre l’actrice et son partenaire à l’écran Gary Oldman. La journaliste Emily Nunn remettant en cause le choix de l’actrice britannique pour tenir le rôle. Cette dernière préfère ne pas revenir sur la polémique et va jusqu’à qualifier son expérience avec le réalisateur David Fincher de rêve. Elle enchaîne avec le thriller horrifique Possesor en compagnie de l'actrice britannique d'origine allemande : Andrea Riseborough et réalisé par Brandon Cronenberg (fils du réalisateur David Cronenberg). Malheureusement, le film est un échec autant commercial que critique.
Après deux ans de pause due à la pandémie de coronavirus, elle fait son grand retour dans Downton Abbey 2 : une nouvelle ère mise en scène par Simon Curtis et retrouve à l'occasion l'ensemble de la distribution du premier film en plus de la française Nathalie Baye et Jonathan Zaccaï.

## Vie privée
En avril 2022, il a été signalé qu'elle était enceinte de son premier enfant,.

## Filmographie

### Cinéma
- 2009 : Tormented de Jon Wright (en) : Justine Fielding
- 2010 : Skeletons de Nick Whitfield : Rebecca
- 2010 : Chatroom de Hideo Nakata : Candy
- 2011 : Menace d'État (Cleanskin)  : Kate
- 2013 : Trance de Danny Boyle : la jeune femme
- 2013 : Trap for Cinderella de Iain Softley : Micky
- 2013 : Duo d'Escrocs (The Love Punch) de Joel Hopkins : Sophie
- 2014 : Up and Down (A Long Way Down) de Pascal Chaumeil : Kathy
- 2014 : Imitation Game (The Imitation Game) de Morten Tyldum : Helen
- 2015 : Jupiter : Le Destin de l'univers (Jupiter Ascending) de Lana et Andy Wachowski : Kalique
- 2015 : MI-5 Infiltration de Bharat Nalluri : June
- 2017 : The Current War : Les Pionniers de l'électricité (The Current War) de Alfonso Gomez-Rejon : Mary Stilwell Edison
- 2019 : Downton Abbey de Michael Engler : Lucy Bagshaw
- 2019 : Disparition à Clifton Hill (Disappearance at Clifton Hill) de Albert Shin : Abby
- 2019 : Fisherman's Friends de Chris Foggin : Alwyn
- 2020 : Mank de David Fincher : Sara Mankevicz
- 2020 : Possessor de Brandon Cronenberg : Ava
- 2022 : Downton Abbey 2 : Une nouvelle ère de Simon Curtis : Lucy Branson

### Courts métrages
- 2008 : Dance Lessons : Alice
- 2010 : Connect : Femme
- 2010 : In the Meadow : Grace
- 2011 : Ever Her I Be : Valerie
- 2011 : Subculture : Lily

### Télévision

#### Séries télévisées
- 2008 : Bones : Vera Waterhouse (VF : Fily Keita ; 2 épisodes)
- 2010 : Flics toujours (New Tricks) : Melanie Higgs (1 épisode)
- 2011 : Friday Night Dinner : Tanya (2 épisodes)
- 2011 : Sirens (en) : Sarah (2 épisodes)
- 2012 : Sinbad : Tiger (4 épisodes)
- 2013 : Espions de Varsovie (Spies of Warsaw) : Gabrielle (4 épisodes)
- 2013 : Inspecteur Lewis : Vicki Walmsley (1 épisode)
- 2013 : Black Mirror : Jem (1 épisode : White Bear)
- 2015-2018 : Sense8 : Riley Blue (24 épisodes)
- 2015 : Dickensian : Amelia Havisham
- 2016 : Guerre et Paix (mini-série) : Helene Kuragin (6 épisodes)
- 2017 : Philip K. Dick‘s Electric Dreams : Linda (1 épisode : The Commuter)
- 2019 : Shadowplay (mini-série)
- 2022 : Our House (Notre maison) (mini-série) : Fiona

#### Téléfilms
- 2010 : First Light de Matthew Whiteman : Grace
- 2013 : The Lady Vanishes de Diarmuid Lawrence : Iris Carr